# Уэбб, Клифтон
Клифтон Уэбб (англ. Clifton Webb, имя при рождении — Webb Parmelee Hollenbeck) (19 ноября 1889 — 13 октября 1966) — американский актёр театра и кино, танцор и певец, более всего известный своими киноролями 1940-х годов.
Уэбб начал творческую карьеру как оперный и опереточный певец, а также бальный танцор. Затем он с успехом работал на Бродвее в мюзиклах и драматических спектаклях. Лишь в 1944 году, когда ему было уже 53 года, Уэбб начал работать в Голливуде. Первая же роль едкого, высокомерного газетного обозревателя Валдо Лидекера в фильме нуар «Лора» (1944) принесла ему огромный успех. За этой работой последовали сходные по амплуа роли в фильме нуар «Тёмный угол» (1946) и драме «Остриё бритвы» (1946). В 1948 году Уэбб сыграл в комедии «Ловко устроился», которая стала для него вторым крупным успехом и принесла общенациональную славу. После этих картин «на протяжении более чем пятнадцати лет Уэбб оставался одним из главных действующих лиц студии „Двадцатый век Фокс“, а его фильмы гарантированно приносили прибыль». К наиболее значимым картинам Уэбба относятся также семейная комедия «Оптом дешевле» (1950), фильм-катастрофа «Титаник» (1953), мелодрама «Три монеты в фонтане» (1954) и военный триллер «Человек, которого никогда не было» (1956).
Вклад Уэбба в кинематограф был неоднократно отмечен престижными наградами. Он был дважды номинирован на «Оскар» как лучший актёр второго плана: в 1945 году — за фильм «Лора» (1944) и 1947 году — за фильм «Остриё бритвы» (1946). В 1949 году он был номинирован на «Оскар» как лучший актёр в главной роли за фильм «Ловко устроился» (1948). Кроме того, в 1947 году Уэбб завоевал «Золотой глобус» как лучший актёр второго плана за работу в фильме «Остриё бритвы», а в 1953 году был номинирован на «Золотой глобус» как лучший актёр в жанре мюзикл и комедия за работу в фильме «Звёзды и полосы навсегда» (1952).

## Ранние годы жизни и начало творческой карьеры
Клифтон Уэбб (его имя при рождении — Уэбб Пармили Холленбек) родился 19 ноября 1889 года в Индианаполисе, штат Индиана, в семье железнодорожных клерков. Через два года после его рождения семья распалась, и Уэбб с матерью Мэйбелл вскоре переехал в Нью-Йорк, где с трёх лет начал заниматься танцами. Когда ему было семь лет, он обратил на себя внимание режиссёра одного из детских театров, и «уже в 1900 году дебютировал в престижном Карнеги-холле» . За дебютом последовала целая серия подростковых актёрских ролей в детских постановках. Помимо танцевально-театрального образования, Уэбб стал изучать музыку и живопись. В 13 лет он поступил в Художественную школу Чейза, где занимался у знаменитого художника Джорджа Уэсли Беллоуза. В 14 лет он впервые принял участие в выставке, однако, несмотря на очевидные успехи, Уэбб, по его собственным словам «устал от живописи, и вместо этого стал изучать вокал» .
В 1906 году Уэбб дебютировал на нью-йоркской сцене под именем Мастер Уэбб Раум. Некоторое время он работал под различными именами, в конце концов сделав своё имя фамилией, а в качестве имени избрав название городка в Нью-Джерси, звучание которого понравилось его маме.В качестве оперного певца Уэбб выступал в таких операх, как «Миньон», «Мадам Баттерфляй», «Богема» и «Ганзель и Гретель». Однако Уэбб вновь испытывал потребность поменять творческое амплуа, и в 1908 году, параллельно с вокальной карьерой стал работать профессиональным танцором в бальном клубе в Нью-Йорке. «Именно как танцор он добился наибольшего признания». Вскоре Уэбб начал гастролировать по стране с бальными номерами и даже открыл собственную танцевальную студию, а с 1913 года стал танцевать в бродвейских мюзиклах. Одновременно он стал играть и в драматических постановках, хотя всё-таки наибольших успехов он достиг как артист музыкальной комедии. После того, как он успешно исполнил роли Махатмы Ганди и Дугласа Фербенкса-младшего в музыкальном ревю «Когда приветствуют тысячи» (1933—1934), один из критиков назвал его «самым разносторонним среди всех американских артистов ревю» .

## Карьера на Бродвее: 1913—1947 годы

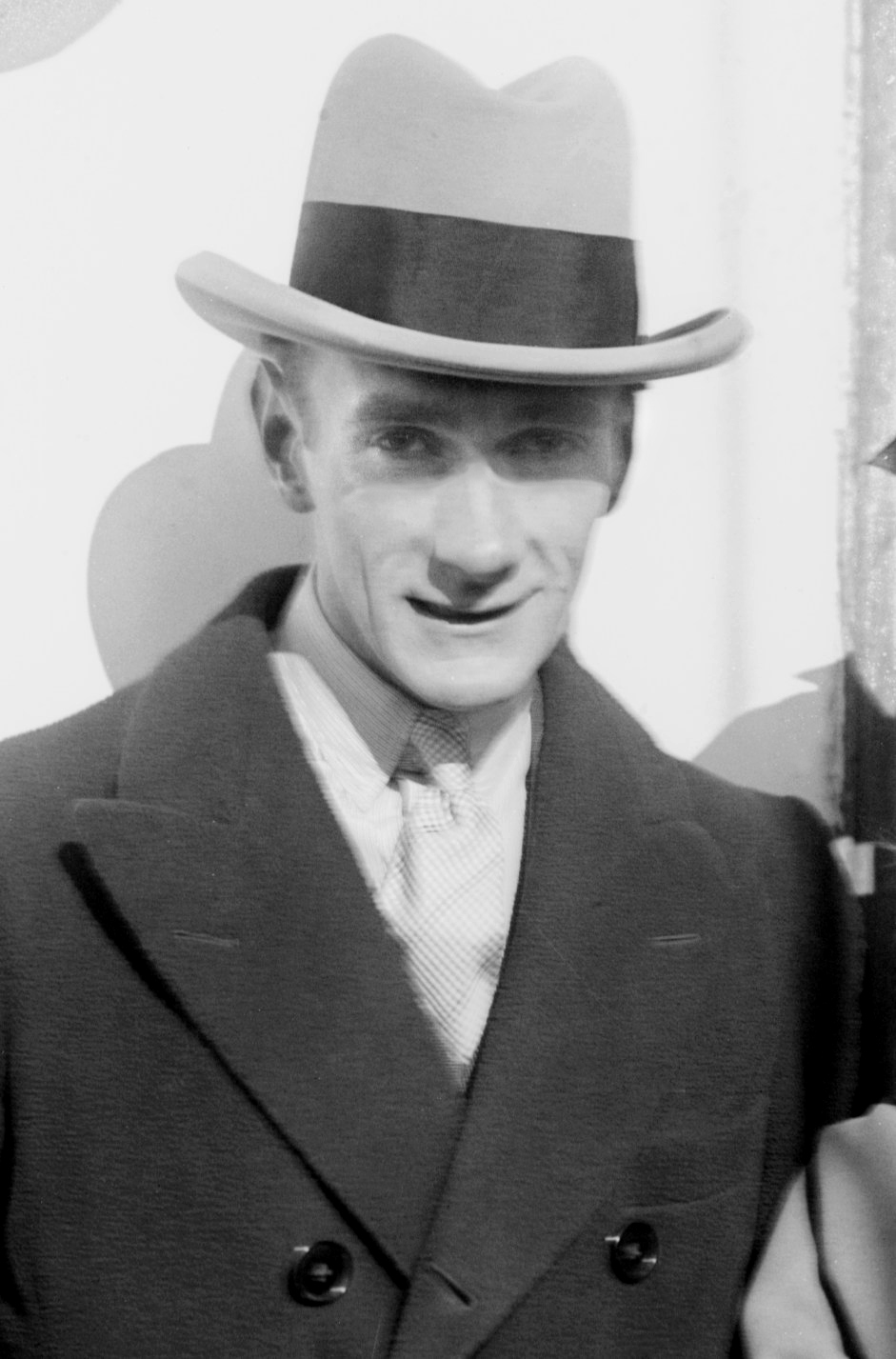
Клиффтон Уэбб в 1923 году

К 1913 году Уэбб уже сыграл более чем в 20 опереттах, прежде чем дебютировал на Бродвее в оперетте «Пурпурная дорога», которая выдержала 136 представлений. К 1920 году «высокий и стройный артист, который танцевал и пел чистым, мягким тенором», принял участие в целой серии популярных бродвейских мюзиклов и ревю. В 1920-е годы Уэбб сыграл в восьми крупных бродвейских постановках, не считая разовых спектаклей. «Игра Уэбба не осталась незамеченной, и в 1920-30-е годы его уже признавали как одного из крупнейших театральных талантов в стране, многогранного артиста, в равной степени способного играть в мюзиклах, комедиях и драмах». Большинство бродвейских постановок Уэбба были мюзиклами, но он также играл и в чисто драматических произведениях, среди них «Как важно быть серьёзным» (1939) Оскара Уайльда и пьесы своего многолетнего друга Ноэла Кауарда, среди них спектакль «Неугомонный дух» (1941—1943), который шёл на Бродвее в течение трёх лет и выдержал более 600 представлений. Всего в период с 1913 по 1947 год Уэбб сыграл в 23 успешных бродвейских шоу, начав с заметных ролей второго плана и быстро перейдя на главные роли.

## Ранние работы в кино: 1917—1935 годы
Уэбб впервые снялся в кино в 1917 году в роли танцора в немом фильме-ревю «Параде Национального красного креста» (1917), а в 1920 году сыграл небольшую роль в ещё одном немом фильме — «Полли с прошлым» (1920). В 1925 году популярная актёрская пара Мери Хэй и Ричард Бартлмесс пригласила Уэбба для съёмок в одной из главных ролей в своём фильме «Новые игрушки». Фильм оказался успешным в финансовом плане. После этого Уэбб сыграл в мелодраме «Сердце сирены» (1925), но затем не появлялся в художественных фильмах почти 20 лет.
В 1930 году один из его театральных скетчей Уэбба, сыгранный с его партнёром Фредом Алленом, был снят на плёнку компанией «Витафон» и выпущен как короткометражный фильм под названием «Безмолвная тревога». В середине 1930-х годов сразу после его успеха в бродвейском спектакле «Когда приветствуют тысячи» Уэбба пригласила в Голливуд «компания „Метро-Голдвин-Майер“ для кинопроекта, который однако столкнулся со сценарными проблемами. Актёр провёл в Голливуде долгих 18 месяцев, получая положенную ему по контракту зарплату в 3.500 долларов в неделю и абсолютно ничего не делая, ненавидя каждую минуту своего пребывания там… Он вернулся в Нью-Йорк с намерением больше никогда не тратить столько времени впустую».
Уэбб вновь стал играть на Бродвейской сцене, а несколько лет спустя во время гастролей по США с чрезвычайно успешным спектаклем «Неугомонный дух» (1941—1943) он получил предложение, которое стало переломным в его карьере. К нему обратился режиссёр Отто Премингер с предложением сыграть язвительного газетного обозревателя Валдо Лидекера в фильме нуар «Лора» (1944). При этом ещё до начала съёмок Уэбб подписал пятилетний контракт со студией «Двадцатый век Фокс» .

## Успешная карьера в Голливуде: 1944—1962 годы
Уэббу было уже за пятьдесят, когда его кинокарьера по-настоящему только началась. В 1943 году студия «Двадцатый век Фокс» решила поставить фильм нуар по роману Веры Каспари «Лора». Продюсер и режиссёр фильма Отто Премингер был абсолютно убеждён в том, что Уэбб идеально подходит на роль элегантного, но порочного влиятельного радиожурналиста Валдо Лидекера, который был маниакально увлечён героиней Джин Тирни. Но главный продюсер студии Дэррил Ф. Занук «не мог терпеть чудаковатость, изнеженность, манерность и откровенно гейскую сущность Уэбба, и сделал всё возможное, чтобы тот не получил роль. К счастью, мнение Премингера одержало верх, и Уэбб — в том, что обычно признаётся как его истинный кинодебют — стал одним из самых важных звеньев успеха этого чрезвычайно популярного фильма. Фильм имел огромный кассовый успех и восторженную реакцию критики, которая была в восхищении от этого „умного и сложного“ фильма и от игры великолепного актёрского состава, где наибольшие похвалы выпали на долю Уэбба. В частности, критик Лауэлл Е. Ределингс в „Hollywood Citizen-News“ высказал мнение, что „превосходная работа Уэбба становится завершающим штрихом этой кинопьесы — свою работу он отшлифовал до атласной гладкости и отполировал до блеска“, а Дороти Мэннерс в „Los Angeles Examiner“ написала, что „Лора“ — это действительно картина Клифтона Уэбба. Уэбба и Премингера. Господа Премингер и Уэбб, видимо, объединили усилия и сказали: „Давайте покажем, как по-настоящему выглядит искушённый, циничный сноб“. Результатом стала выдающаяся, совершенно блестящая игра Уэбба в роли острого как рапира обозревателя и ценителя искусства, который становится злополучным покровителем Лоры и Свенгали» . Фильм получил «Оскар» за лучшую операторскую работу, а также ещё четыре номинации на «Оскар», среди них — номинация Уэббу как лучшему актёру второго плана. Этот успех положил начало очень продуктивным двадцатилетним взаимоотношениям актёра и студии.
«После триумфа „Лоры“» , каждый из последующих 15 фильмов с участием Уэбба был успешным, среди них было почти всё — от комедий до самого напряжённого нуара, такого как «Тёмный угол» (1946). Успех «Лоры» подтолкнул «Фокс» поставить Уэбба в фильм Генри Хэтэуэя «Тёмный угол» (1946) на роль богатого владельца арт-галереи Харди Кэткарта, который боготворит свою молодую жену, но относится к ней как к очередному дорогому экспонату своей коллекции. Его персонаж, как и сам Уэбб, обладал надменной физиономией и острым умом, и кроме того отличался одержимостью, утончённостью и коварством во многом напоминая Валдо Лидекера из «Лоры», однако «это была эмоционально менее глубокая картина, и в ней Уэбб шёл более традиционными шагами злодея, убив двух персонажей…, прежде чем быть убитым самому объектом своей любви». После выхода фильма Уэббу аплодировали за его игру, в частности, Джеймс О’Хара в «Los Angeles Examiner» написал, что «в своём первом появлении на экране после „Лоры“ Уэбб выдаёт ту же отточенную игру, как и в том единственном фильме, который принёс ему высший рейтинг как великолепному характерному актёру». Однако в рецензии в «Нью-Йорк таймс» было обращено внимание на то, что актёр «получил ещё один шанс насладиться исполнением роли язвительного персонажа», далее отметив, что «если мистер Уэбб не поменяет свой стиль в ближайшее время, его поклонники могут потерять терпение». Тем не менее, в своём третьем фильме, драме Эдмунда Гулдинга «Остриё бритвы» (1946) по одноимённому роману Сомерсета Моэма, Уэбб снова сыграл сходную роль классического сноба, завсегдатая светских мероприятий и законодателя мод Эллиотта Темплтона. Эта роль принесла актёру вторую номинацию на «Оскар» как лучшему актёру второго плана.
В 1948 году Уэбб окончательно стал звездой, сыграв мистера Линна Алоизиуса Бельведера, ехидного и всезнающего няньку в хитовой эксцентричной комедии «Ловко устроился» (1948). «Его педантичный мистер Бельведер недалеко ушёл от привередливого, изящного, суетливого и беспокойного типа личности, каким был Уэбб в реальной жизни». Хотя имя Уэбба стояло лишь третьим в списке актёров после Роберта Янга и Морин О’Хара, именно его персонаж завоевал основные симпатии зрителей. «Уэбб стал сенсацией, создав настолько убедительный портрет своего героя, что на него обрушился поток писем от родителей со всей страны, которые просили у него совета, как воспитывать своих детей» . Эта работа принесла ему номинацию на «Оскар» как лучшему актёру в главной роли. «Роль мистера Бельведера была настолько популярной, что угрожала поглотить его целиком, и потому Уэбб решительно отказался участвовать в каком-либо сиквеле без собственного согласия». В результате было снято всего два из них — «Мистер Бельведер идёт в колледж» (1949) и «Мистер Бельведер звонит в звонок» (1951) — «но ни один из них не был настолько хорош, как первый фильм».
Комедия «Оптом дешевле» (1950), была поставлена по автобиографической книге Фрэнка Гилберта-младшего и Эренстин Гилберт Кэйри и рассказывает о семейной паре экспертов по эффективности (их сыграли Уэбб и Мирна Лой), которые в 1910-20-х годах воспитывают 12 собственных детей, пытаясь применять к ним разработанные ими научные методы. Успех фильма привёл к продолжению «Оптом дешевле 2» (1952), в котором Уэбб появился только в камео воспоминании, так как фильм повествует о жизни семьи после смерти отца. Уэбб вновь предстал в образе мыслящего категориями эффективности промышленного дизайнера и отца в комедии Генри Костера «Тайное бегство» (1951). Его герой пытается во всём управлять жизнью своей дочери (Энн Фрэнсис), что приводит к её бегству после выпускного бала со случайным возлюбленным и погоне за отца за юной парой по стране. Затем, вопреки своему амплуа Уэбб сыграл роль ангела, который в образе техасского миллионера спускается на землю, чтобы помочь девочке родиться в семье вечно занятых своей театральной жизнью родителей в фантазийной комедии Джорджа Ситона «Ради Бога» (1950).

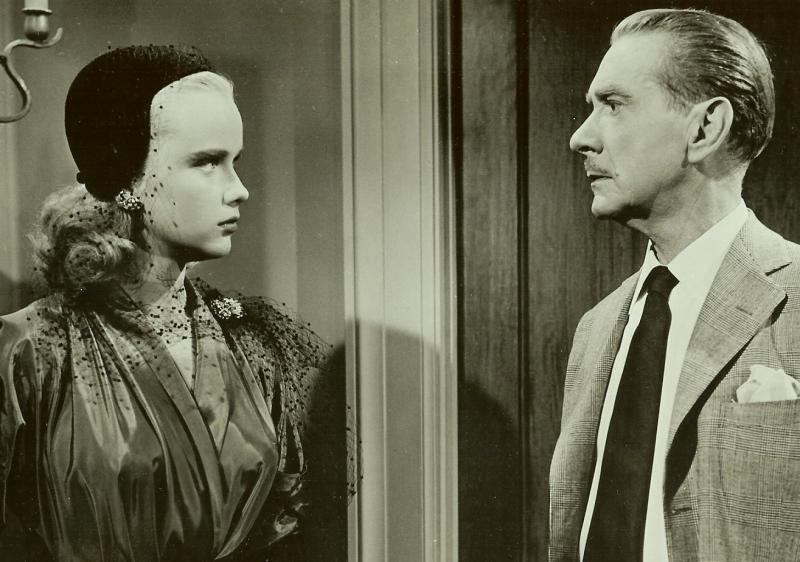
Энн Френсис и Клиффтон Уэбб в фильме «Лодка мечты» (1952)

В комедии «Лодка мечты» (1952) Уэбб сыграл респектабельного профессора колледжа Торнтона Сэйра, который в молодости был известен как идол немого кино по прозвищу «Лодка мечты». Став признанным учёным, которому его прошлая слава может разрушить научную карьеру, Сэйр хочет прекратить демонстрацию своих старых фильмов по телевидению. Всё заканчивается тем, что Сэйр, который во многом напоминает самого Уэбба, вновь начинает сниматься в кино и приходит на премьеру своего нового фильма «Хорошо устроился» (1948). Биографический фильм «Звёзды и полосы навсегда» (1952) был посвящён жизни и творчеству популярного композитора и дирижёра оркестра военных маршей конца 19 века Джона Филипа Соузы. Исполнение роли Соузы в этом фильме принесло Уэббу номинацию на Золотой глобус за лучшую главную роль в жанре мюзикл/комедия.
В фильме-катастрофе «Титаник» (1953) Жана Негулеско Уэбб сыграл драматическую роль светского сноба и властного мужа, живущего в постоянном конфликте со своей феминистски настроенной женой (Барбара Стэнвик). Однако в кульминационный момент он забывает обо всех семейных противоречиях, «пересаживает женщин и детей с обречённого судна в лодки и трогательно восстанавливает отношения с младшим сыном, который решил умереть вместе с ним». Затем, вернувшись к значительно более лёгким ролям, Уэбб сыграл в комедии «Мистер Скаутмастер» (1953), высокомерного телеведущего, который пытается поднять свои снижающиеся рейтинги в молодёжной среде став лидером группы бойскаутов. В романтической комедии «Три монетки в фонтане» (1954) живущий в Риме немолодой американский писатель в исполнении Уэбба, наконец, находит свою любовь в лице своей многолетней секретарши (Дороти МакГуайр).
Британская военная драма «Человек, которого никогда не было» (1956) Рональда Нима была основана на реальном эпизоде Второй мировой войны — операции британской разведки по дезинформации нацистских войск относительно планов высадки союзнических войск в Сицилии. В этой картине Уэбб сыграл нетипичную для себя роль бородатого капитан-лейтенанта британских ВМС Юэна Мантегю, которому поручена реализация этой секретной операции. В приключенческой романтической драме «Мальчик на дельфине» (1957) с Аланом Лэддом и Софи Лорен, Уэбб исполнил роль богатого коллекционера, незаконными способами добывающего древнегреческие артефакты. После этого Уэбб сыграл заглавную роль производителя колбасы из Пенсильвании, который в результате комического поворота событий стал двоежёнцем, в фильме Генри Левина «Великолепный мистер Пеннипеккер» (1959). Фильм привлёк к себе неожиданное общественное внимание после того, как католическая церковь заявила, что подобная тематика не может быть темой комедии. Снова работая с режиссёром Левиным, Уэбб сыграл в комедии «Каникулы для возлюблённых» (1959) бостонского психолога, который вместе с женой и дочерью отправляется в спонтанное путешествие в Бразилию к своей второй дочери-архитектору, у которой, по его мнению, возникли проблемы в личной жизни. Последний фильм Уэбба «Сатана никогда не спит» (1962) рассказывает о событиях периода Гражданской войны в Китае в 1949 году. В этом фильме Уэбб сыграл сдающего дела пожилого священника в отдалённой католической миссии, который в финале жертвует собой, спасая десятки людей от уничтожения преследующими их частями коммунистической армии Китая.

## Индивидуальные особенности и творческое амплуа
Элегантный и учтивый, с едким чувством юмора и высокомерием, Уэбб обладал талантом широкого диапазона, который охватывал не только его успехи в театре и на экране, но он и в качестве танцора, художника и оперного певца. Личные черты Уэбба и его персонажей хорошо соответствовали друг другу, что дало ему возможность сыграть «целую галерею высокомерных героев за свою блестящую, но непродолжительную кинокарьеру». Высокий, стройный и безукоризненно ухоженный актёр, Уэбб, по словам историка кино Брюса Эдера, «был одной из самых невероятных кинозвёзд, которого только можно себе представить — в эпоху, когда мужчины в главных ролях должны были быть мужественными и отважными, он был жеманным и откровенно изнеженным». Как пишет киновед Ричард Харланд Смит, «со своими фирменными тонкими усиками и едва скрываемым презрением, Клифтон Уэбб был взрывом асексуальной утончённости в заряженную тестостероном послевоенную эпоху». Эдер добавляет: «Там, где актёры в звёздных ролях прокладывали себе дорогу кулаками,… Уэбб пользовался острым языком и язвительной манерой речи, … и там где кинозвёзды-мужчины поддерживали экранный образ, от которого женщины должны были ощущать себя тающими в их объятиях,… Уэбб редко когда даже приближался к женщинам, за исключением ролей отцов или дядюшек. Тем не менее, публика жадно глотала всё это, деликатно не обращая внимания на широко разрекламированный статус Уэбба как „холостяка“, который живёт с матерью».

## Личная жизнь
Уэбб никогда не был женат, не имел детей, и «вообще был почти открытым геем, настолько, насколько в то время себе могла себе это позволить голливудская звезда. Он жил со своей матерью, вместе с ней посещал вечеринки, и имел статус „холостяка“, что в то время подразумевало, что он гей». Когда его спрашивали «об уместности бездетному, неженатому мужчине исполнять роль отца 12 человек (в „Оптом дешевле“), он отвечал: „Мне не надо было становиться убийцей, чтобы сыграть Валдо Лидекера — я не отец, но я актёр“».
«Уэбб всегда очень стильно одевался на публике и владел десятками дорогих костюмов — он был, во многих смыслах, первым „метросексуалом“ Америки на протяжении десятилетий». «Элегантный вкус Уэбба позволял ему удерживаться в списке самых хорошо одетых людей Голливуда на протяжении десятилетий. А безупречная личная жизнь гея позволила ему уберечь свою карьеру от скандалов».
На протяжении всей своей жизни Уэбб «был неотделим от своей властолюбивой матери Мейбелл, вместе с которой прожил вплоть до её смерти в 1960 году в возрасте 91 года. Друг актёра, драматург Ноэл Кауард заметил по поводу реакции Уэбба на смерть матери: „Наверное, это ужасно стать сиротой в 71 год“». Без сомнения, Уэбб был потрясён потерей матери, проведя долгое время в трауре и одиночестве, за что Кауард стал называть его «самым старым сиротой в мире» . После смерти матери Уэбб сыграл всего лишь в одном фильме — «Сатана никогда не спит» (1962). На протяжении последующих лет он много болел, в январе 1963 года ему провели операцию по коррекции аневризмы брюшной аорты, а в мае 1966 года ему вновь сделали операцию на кишечнике. Через несколько месяцев после второй операции, 13 октября 1966 года Уэбб умер от инфаркта в своём доме в Лос-Анджелесе, через шесть лет после смерти матери.

## Фильмография
| Год  | Название                              | Оригинальное название          | Роль                                |
| ---- | ------------------------------------- | ------------------------------ | ----------------------------------- |
| 1917 | Шествие Национального красного креста | National Red Cross Pageant     | Танцор (французский эпизод)         |
| 1920 | Полли с прошлым                       | Polly with a Past              | Гарри Ричардсон                     |
| 1924 | Не дать разорвать человека            | Let Not Man Put Asunder        | Майор Берти                         |
| 1925 | Новые игрушки                         | New Toys                       | Том Лоуренс                         |
| 1925 | Сердце Серены                         | The Heart of a Siren           | Максим                              |
| 1944 | Лора                                  | Laura                          | Валдо Лидекер                       |
| 1946 | Тёмный угол                           | The Dark Corner                | Харди Кэтхарт                       |
| 1946 | Остриё бритвы                         | The Razor’s Edge               | Эллиот Темплтон                     |
| 1948 | Ловко устроился                       | Sitting Pretty                 | Линн Бельведер                      |
| 1949 | Мистер Бельведер идёт в колледж       | Mr. Belvedere Goes to College  | Линн Бельведер                      |
| 1950 | Оптом дешевле                         | Cheaper by the Dozen           | Фрэнк Банкер Гилбрет                |
| 1950 | Ради Бога                             | For Heaven’s Sake              | Чарльз/Худой Чарльз                 |
| 1951 | Мистер Бельведер звонит в звонок      | Mr. Belvedere Rings the Bell   | Линн Бельведер                      |
| 1951 | Тайное бегство                        | Elopement                      | Говард Осборн                       |
| 1952 | Оптом дешевле 2                       | Belles on Their Toes           | Фрэнк Банкер Гилбрет                |
| 1952 | Лодка мечты                           | Dreamboat                      | Торнтон Сэйр/Лодка мечты/ Брюс Блэр |
| 1952 | Звёзды и полосы навсегда              | Stars and Stripes Forever      | Джон Филип Соуза                    |
| 1953 | Титаник                               | Titanic                        | Ричард Уорд Стёрджес                |
| 1953 | Мистер Скаутмастер                    | Mr. Scoutmaster                | Роберт Джордан                      |
| 1954 | Три монеты в фонтане                  | Three Coins in the Fountain    | Джон Фредерик Шэдуэлл               |
| 1954 | Мир женщины                           | Woman’s World                  | Эрнест Гиффорд                      |
| 1956 | Человек, которого никогда не было     | The Man Who Never Was          | Капитан-лейтенант Юэн Мантэгю       |
| 1957 | Мальчик на дельфине                   | Boy on a Dolphin               | Виктор Пармэли                      |
| 1959 | Замечательный мистер Пеннипэккер      | The Remarkable Mr. Pennypacker | Мистер Хорэс Пеннипэккер            |
| 1959 | Каникулы для влюблённых               | Holiday for Lovers             | Роберт Дин                          |
| 1962 | Сатана никогда не спит                | Satan Never Sleeps             | Отец Бовард                         |